# Paradossenus andinus
Paradossenus andinus är en spindelart som först beskrevs av Simon 1898.  Paradossenus andinus ingår i släktet Paradossenus och familjen Trechaleidae.
Artens utbredningsområde är Ecuador. Inga underarter finns listade i Catalogue of Life.